# Казакандителла
Казакандите́лла (итал. Casacanditella) — коммуна в Италии, расположена в регионе Абруццо, подчиняется административному центру Кьети.
Население составляет 1330 человек, плотность населения составляет 111 чел./км². Занимает площадь 12 км². Почтовый индекс — 66010. Телефонный код — 0871.
Соседние коммуны: Сан-Мартино-сулла-Марручина, Вакри, Филетто, Фара-Фильорум-Петри.
Покровителем коммуны почитается святой Григорий Великий, празднование 3 сентября.